# Galina Voskoboeva
Galina Olegovna Voskoboeva (Russo: Галина Олеговна Воскобоева Moscou, 19 de Dezembro de 1984) é uma tenista profissional cazaque, ja chegou ao 42° posto da WTA.

## Premier Mandatory/Premier 5 finais

### Duplas: 1 (1 vice)
| Posição | Ano  | Campeonato | Piso    | Parceira       | Oponentes                         | Placar             |
| ------- | ---- | ---------- | ------- | -------------- | --------------------------------- | ------------------ |
| Vice    | 2006 | Moscou     | Carpete | Iveta Benešová | Francesca Schiavone Květa Peschke | 4–6, 7–6(7-4), 1–6 |

## WTA finais

### Simples: 1 (1 vice)
| Campeã – Legenda                             |
| -------------------------------------------- |
| Grand Slam (0–0)                             |
| WTA Tour Championships (0–0)                 |
| Tier I / Premier Mandatory & Premier 5 (0–0) |
| Tier II / Premier (0–0)                      |
| Tier III, IV & V / International (0–1)       |

| Títulos por Piso |
| ---------------- |
| Duro (0–1)       |
| Grama (0–0)      |
| Saibro (0–0)     |
| Carpete (0–0)    |

| Posição | N. | Data             | Torneio                                | Piso | Oponente                    | Placar             |
| ------- | -- | ---------------- | -------------------------------------- | ---- | --------------------------- | ------------------ |
| Vice    | 1. | 23 Setembro 2011 | Hansol Korea Open, Seul, Coréia do Sul | Duro | María José Martínez Sánchez | 6–7(0–7), 6–7(2–7) |

### Duplas: 14 (5 títulos, 9 vices)
| Campeã – Legenda                             |
| -------------------------------------------- |
| Grand Slam (0–0)                             |
| WTA Tour (0–0)                               |
| Tier I / Premier Mandatory & Premier 5 (0–1) |
| Tier II / Premier (1–2)                      |
| Tier III, IV & V / International (4–6)       |

| Títulos por Piso |
| ---------------- |
| Duro (3–7)       |
| Grama (0–0)      |
| Saibro (2–1)     |
| Carpete (0–1)    |

| Posição | N. | Data             | Torneio                                                      | Piso     | Parceira            | Oponente                              | Placar            |
| ------- | -- | ---------------- | ------------------------------------------------------------ | -------- | ------------------- | ------------------------------------- | ----------------- |
| Vice    | 1. | 3 Outubro 2005   | Tashkent Open, Tashkent, Uzbequistão                         | Duro     | Anastasia Rodionova | Maria Elena Camerin Émilie Loit       | 3–6, 0–6          |
| Vice    | 2. | 15 Outubro 2006  | Kremlin Cup, Moscou, Rússia                                  | Carpete  | Iveta Benešová      | Francesca Schiavone Květa Peschke     | 4–6, 7–6, 1–6     |
| Vice    | 3. | 6 Janeiro 2007   | Mondial Australian Women's Hardcourts, Gold Coast, Austrália | Duro     | Iveta Benešová      | Dinara Safina Katarina Srebotnik      | 3–6, 4–6          |
| Campeã  | 1. | 6 Março 2011     | Malaysian Open, Kuala Lumpur, Malásia                        | Duro     | Dinara Safina       | Noppawan Lertcheewakarn Jessica Moore | 7–5, 2–6, [10–5]  |
| Campeã  | 2. | 30 Abril 2011    | Estoril Open, Estoril, Portugal                              | Saibro   | Alisa Kleybanova    | Michaëlla Krajicek Eleni Daniilidou   | 6–4, 6–2          |
| Campeã  | 3. | 21 Maio 2011     | Brussels Open, Brussels, Bélgica                             | Saibro   | Andrea Hlaváčková   | Klaudia Jans Alicja Rosolska          | 3–6, 6–0, [10–5]  |
| Vice    | 4. | 23 Julho 2011    | Baku Cup, Baku, Azerbaijão                                   | Duro     | Monica Niculescu    | Mariya Koryttseva Tatiana Poutchek    | 3–6, 6–2, [8–10]  |
| Vice    | 5. | 25 Setembro 2011 | Hansol Korea Open, Seul, Coréia do Sul                       | Duro     | Vera Dushevina      | Natalie Grandin Vladimíra Uhlířová    | 6–7(5–7), 4–6     |
| Vice    | 6. | 22 Outubro 2011  | Kremlin Cup, Moscou, Rússia                                  | Duro (i) | Anastasia Rodionova | Vania King Yaroslava Shvedova         | 6–7(3–7), 3–6     |
| Vice    | 7. | 5 Maio 2012      | Estoril Open, Estoril, Portugal                              | Saibro   | Yaroslava Shvedova  | Chuang Chia-jung Zhang Shuai          | 6–4, 1–6, [9–11]  |
| Campeã  | 4. | 23 February 2013 | U.S. National Indoor Tennis Championships, Memphis, EUA      | Duro (i) | Kristina Mladenovic | Sofia Arvidsson Johanna Larsson       | 7–6(7–5), 6–3     |
| Vice    | 8. | 21 Setembro 2013 | Guangzhou International Women's Open, Guangzhou, China       | Duro     | Vania King          | Hsieh Su-wei Peng Shuai               | 3-6, 6-4, [10-12] |
| Vice    | 9. | 4 Janeiro 2014   | Brisbane International, Brisbane, Austrália                  | Duro     | Kristina Mladenovic | Alla Kudryavtseva Anastasia Rodionova | 3-6, 1-6          |
| Campeã  | 5. | 2 Março 2014     | Abierto Mexicano Telcel, Acapulco, México                    | Duro     | Kristina Mladenovic | Petra Cetkovská Iveta Melzer          | 6–3, 2–6, [10–5]  |